# 希亚利斯·哈尔基莫
哈里·尤哈尼·“希亞利斯”·哈爾基莫（芬蘭語：Harry Juhani "Hjallis" Harkimo，1953年11月2日—），芬兰商人、運動員與芬蘭議會議員。曾經是芬蘭民族聯合黨的議員，目前是自己所創立之政黨立刻行動的主席。
哈爾基莫在2015年代表民族聯合黨參選芬蘭議會議員並當選，2019年成功連任之後，哈爾基莫決定將其在2018年成立的政治組織立刻行動正式註冊為一個新政黨。
2022年，哈爾基莫被所屬政黨立刻行動提名為2024年芬蘭總統選舉候選人。